# Ethan Embry
Ethan Embry, właśc. Ethan Philan Randall (ur. 13 czerwca 1978 w Huntington Beach) – amerykański aktor filmowy i telewizyjny.
Zdobywca nagrody Young Artist Award.

## Wczesne lata
Urodził się w Huntington Beach w Kalifornii jako syn Karen (z d. Daugherty) i H. Charlesa Randallów. Jego matka była scenarzystką i menedżerką. Dorastał ze starszym bratem Aaronem (ur. 1975), producentem muzycznym i muzykiem, oraz młodszą siostrą Kessią (ur. 1982), fotografką.
Był członkiem zespołu Southern Comfort Colonic.

## Kariera
Karierę filmową rozpoczął w 1991, mając 13 lat. Do 1999 występował w minimum dwóch filmach rocznie, zaś w 1999 zagrał w pięciu filmach jednocześnie, lecz tylko dwa z nich dopuszczono do dystrybucji. Po wyprowadzce z domu w 1998 zmienił nazwisko na „Embry” ku czci swojego zmarłego dziadka.
Po przeprowadzce wcielił się w postać Prestona Myersa, głównego bohatera komedii młodzieżowej Szalona impreza (Can't Hardly Wait). W 1997 wystąpił w teledysku do singla „High” zespołu Feeder. W serialu stacji CBS Work with Me (1999) grał postać Sebastiana, jednak serial cieszył się tak niską oglądalnością, że zdjęto go z ekranu zaledwie po czterech odcinkach. Rok później obsadzono go w głównej roli Barnesa w serialu stacji Fox FreakyLinks. Wyemitowano jeden sezon serialu z powodu przeciętnych wyników. W 2002 wystąpił jako Bobby Ray, homoseksualny przyjaciel Reese Witherspoon w komedii romantycznej Dziewczyna z Alabamy (Sweet Home Alabama), a także pojawił się w horrorze Oni (They). Jako detektyw Frank Smith zagrał w dwunastu odcinkach serialu Obława (Dragnet), w którym partnerował Edowi O’Neillowi i Desmondowi Harringtonowi. W 2003 startował do roli Nightcrawlera w filmie X-Men 2, lecz ostatecznie rolę zdobył Alan Cumming.
W 2004 wystąpił w jednej z głównych ról w komedii Harold & Kumar Go to White Castle oraz pojawił się gościnnie w serialu Wzór (Numb3rs). Cztery lata później Embry spotkał się z Shią LaBeoufem, Michelle Monaghan i Billym Bobem Thorntonem na planie filmu Eagle Eye, w którym producenci obsadzili go w roli agenta FBI Toby’ego Granta.

## Życie prywatne
14 listopada 1998 poślubił aktorkę Amelindę Smith, z którą ma syna Cogeiana Sky. W 2002 doszło do rozwodu. 17 lipca 2005 ożenił się z aktorką Sunny Mabrey. Rozwiedli się 25 lipca 2012.

## Filmografia
Filmy fabularne
- 1991: W obronie życia (Defending Your Life) jako Steve
- 1993: W sercu Afryki (A Far Off Place) jako Harry Winslow
- 1995: Empire Records jako Mark
- 1996: Sztorm (White Squall) jako Tracy Lapchick
- 1996: Szaleństwa młodości (That Thing You Do!) jako T. B. Player
- 1997: W krzywym zwierciadle: Wakacje w Vegas (Vegas Vacation) jako Russell „Rusty” Griswold
- 1998: Szalona impreza (Can't Hardly Wait)jako Preston Meyers
- 1998: Grzeczny świat (Disturbing Behavior) jako Allen Clark
- 2002: Oni (They) jako Sam Burnside
- 2002: Dziewczyna z Alabamy (Sweet Home Alabama) jako Bobby Ray
- 2004: O dwóch takich, co poszli w miasto jako Billy Carver
- 2007: Motel (Vacancy) jako mechanik
- 2008: Eagle Eye jako agent Toby Grant
- 2014: Gość (The Guest) jako Higgins, sprzedawca broni
- 2014: Late Phases jako Will
- 2018: Pierwszy człowiek jako Pete Conrad

Seriale TV
- 2003: Obława (L.A. Dragnet) jako Frank Smith
- 2005: Wzór (Numb3rs) jako Blake Gosnell
- 2006: Prawo i porządek: Zbrodniczy zamiar jako Art Geddens
- 2006–2008: Braterstwo (Brotherhood) jako Declan Giggs
- 2010: Dr House jako Mickey
- 2011: Paragraf Kate (Fairly Legal) jako Spencer
- 2011: CSI: Kryminalne zagadki Miami jako Randy North
- 2012: Chirurdzy jako David Moore
- 2013: Dawno, dawno temu (Once Upon a Time) jako Greg Mendell
- 2015: Grace i Frankie jako Coyote Bergstein
- 2015: Żywe trupy (serial telewizyjny) jako Carter